# 六日町站
六日町站（日语：／ Muikamachi eki */?）是東日本旅客鐵道（JR東日本）及北越急行的鐵路車站，位於新潟縣南魚沼市六日町。
本站由JR東日本管理，是南魚沼市中央地區——六日町地區的中央車站。

## 構造
本站是一地面車站，站房是跨站式站房。站房兩邊出口有非付費區通道連接，故可以步行通過。此外，站外亦設有地下通道通行車站兩邊。而在北越急行未通車時，本站只有東口。
本站編制上為業務委託車站，但亦設有綠色窗口（營業時間：7:00 - 19:00）、自動售票機、候車室、自動販賣機等設施。而北越急行站區與JR站區共通，並委託JR東日本管理，故剪票口是北越急行與JR東日本共用。除車站設施外，東口地下設有南魚沼市觀光協會的詢問處及美術館「棟方志功 Art Station」。
月台採側式月台1面1線及島式月台2面4線的構造。

### 月台配置
| 月台 | 路線         | 方向         | 目的地             | 備註                      |
| ---- | ------------ | ------------ | ------------------ | ------------------------- |
| 1    | ■上越線      | 上行         | 越後湯澤、水上方向 | 長岡方向開抵的列車        |
| 2    | （臨時月台） | （臨時月台） | （臨時月台）       | （臨時月台）              |
| 3    | ■上越線      | 下行         | 長岡、新潟方向     |                           |
| 4    | ■上越線      | 上行         | 往越後湯澤         | ■北北線開抵的直通列車     |
| 5    | ■北北線      | -            | 十日町、直江津方向 | 部分始發列車於4號月台開出 |

- 特急「白鷹」號多於1、3號月台通過或停車。
- 北北線通車初期，本站月台是分開編號（順序為1－3號月台、北北2號月台、北北1號月台）。其後為了避免引起乘客誤會，才使用現在的編號。

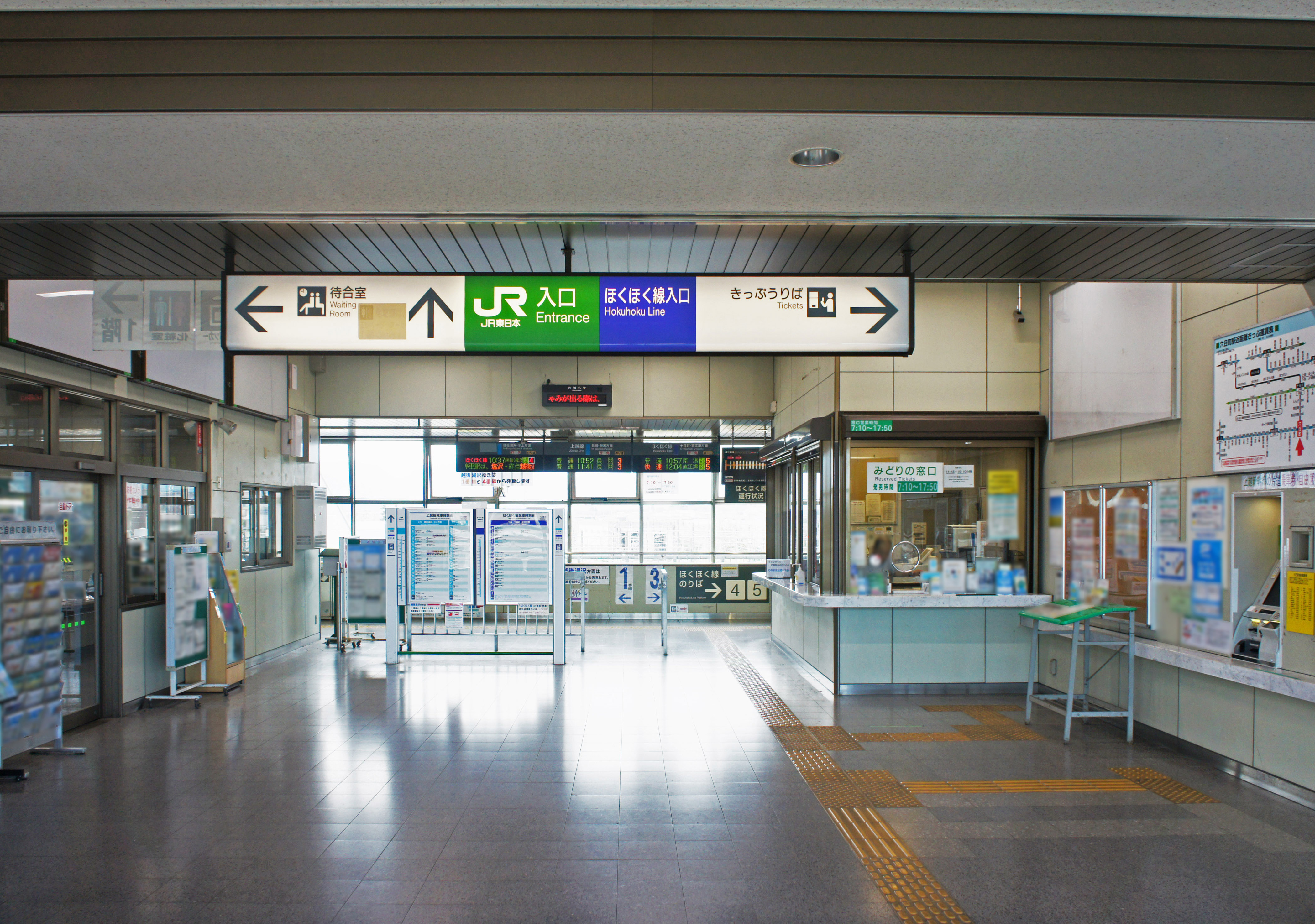
檢票口
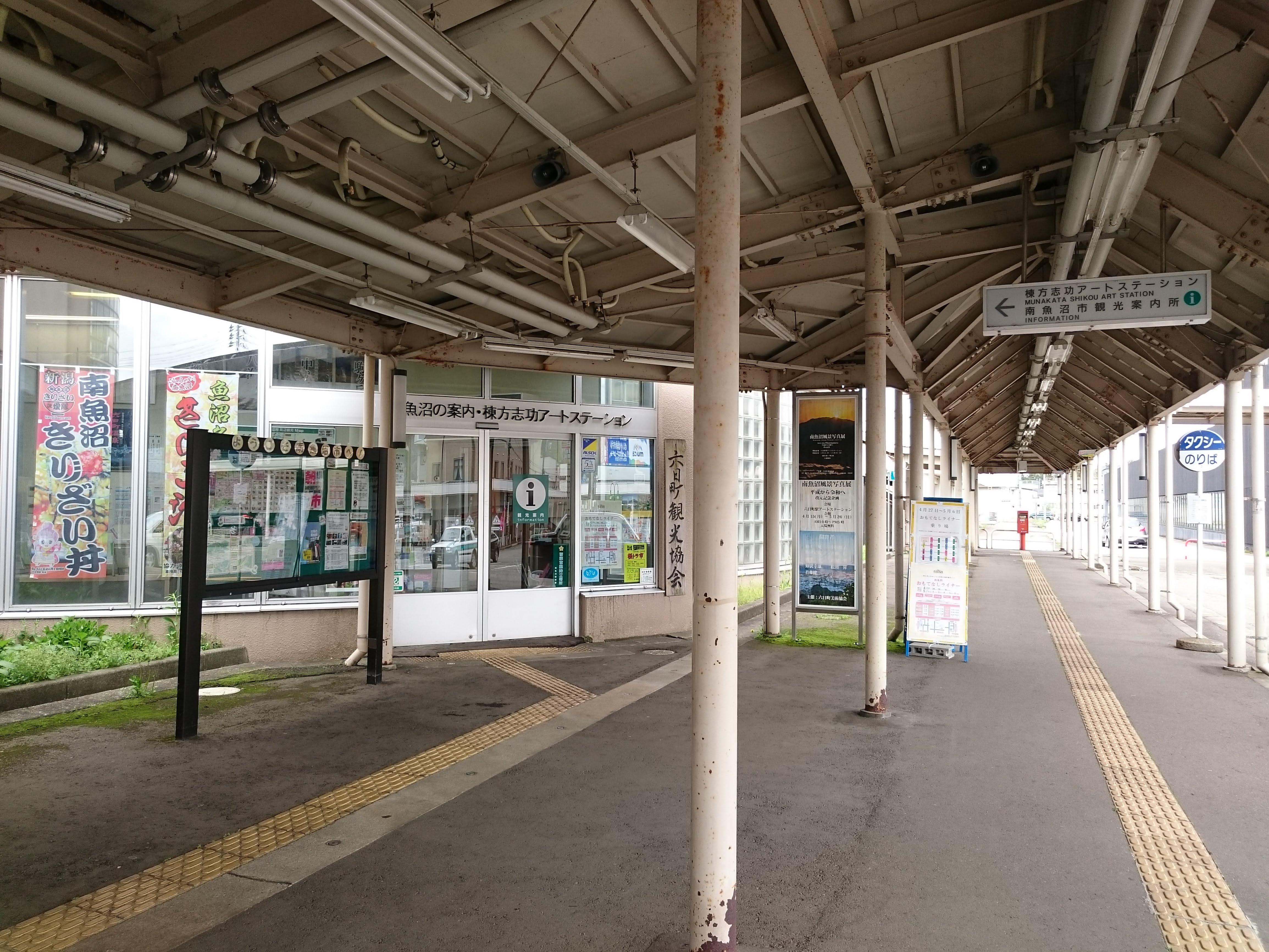
觀光案内所
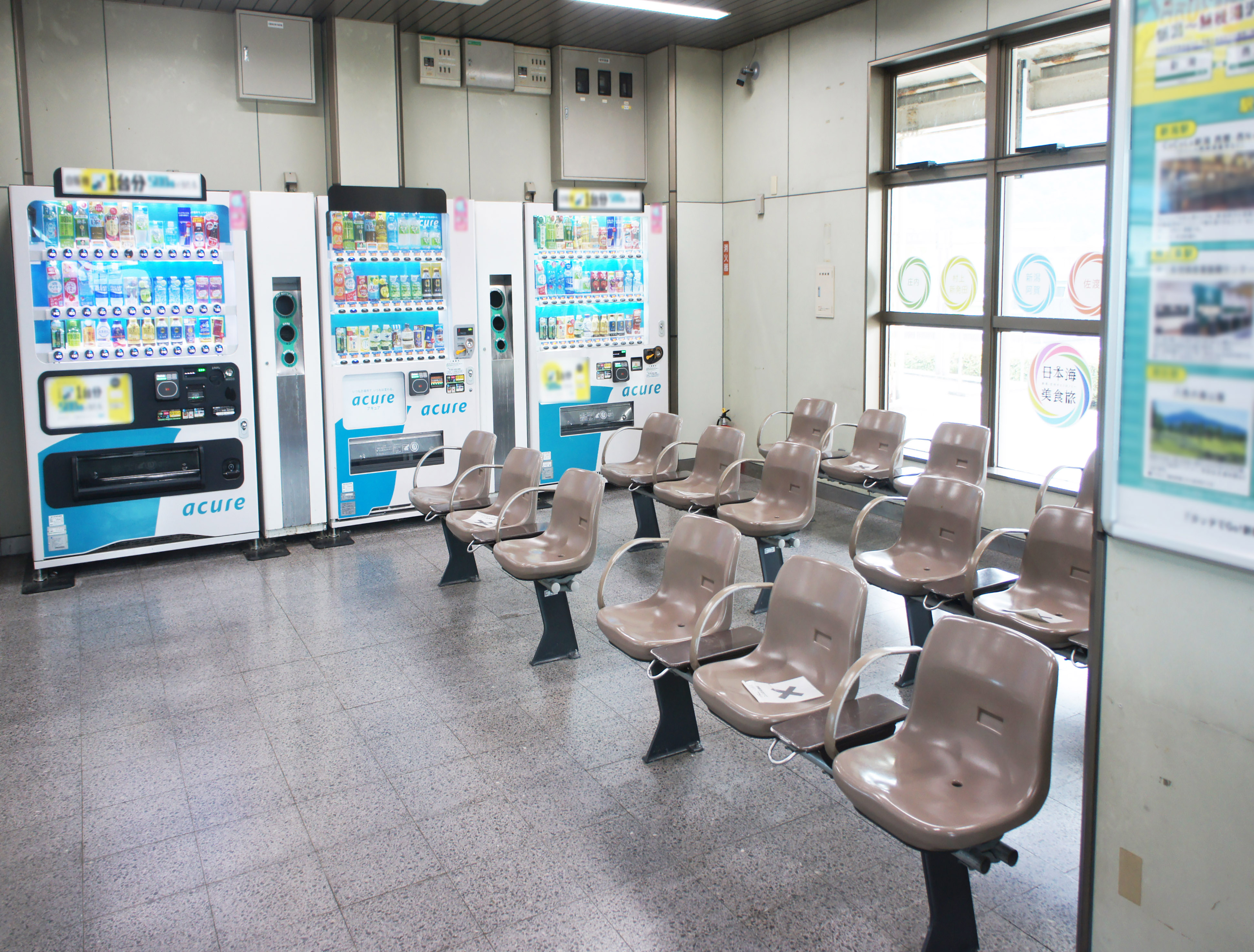
候車室
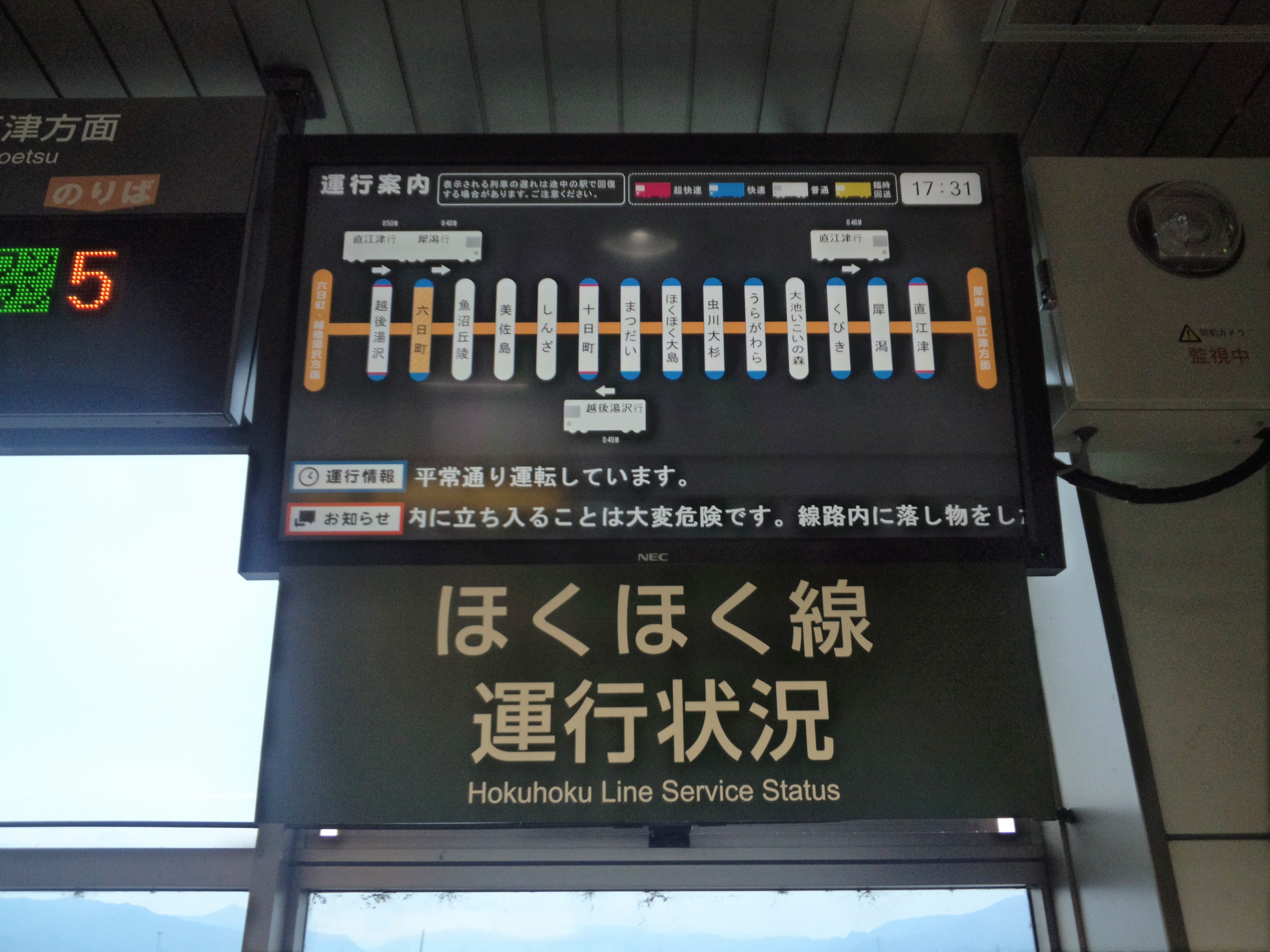
北北線運行狀況表示機
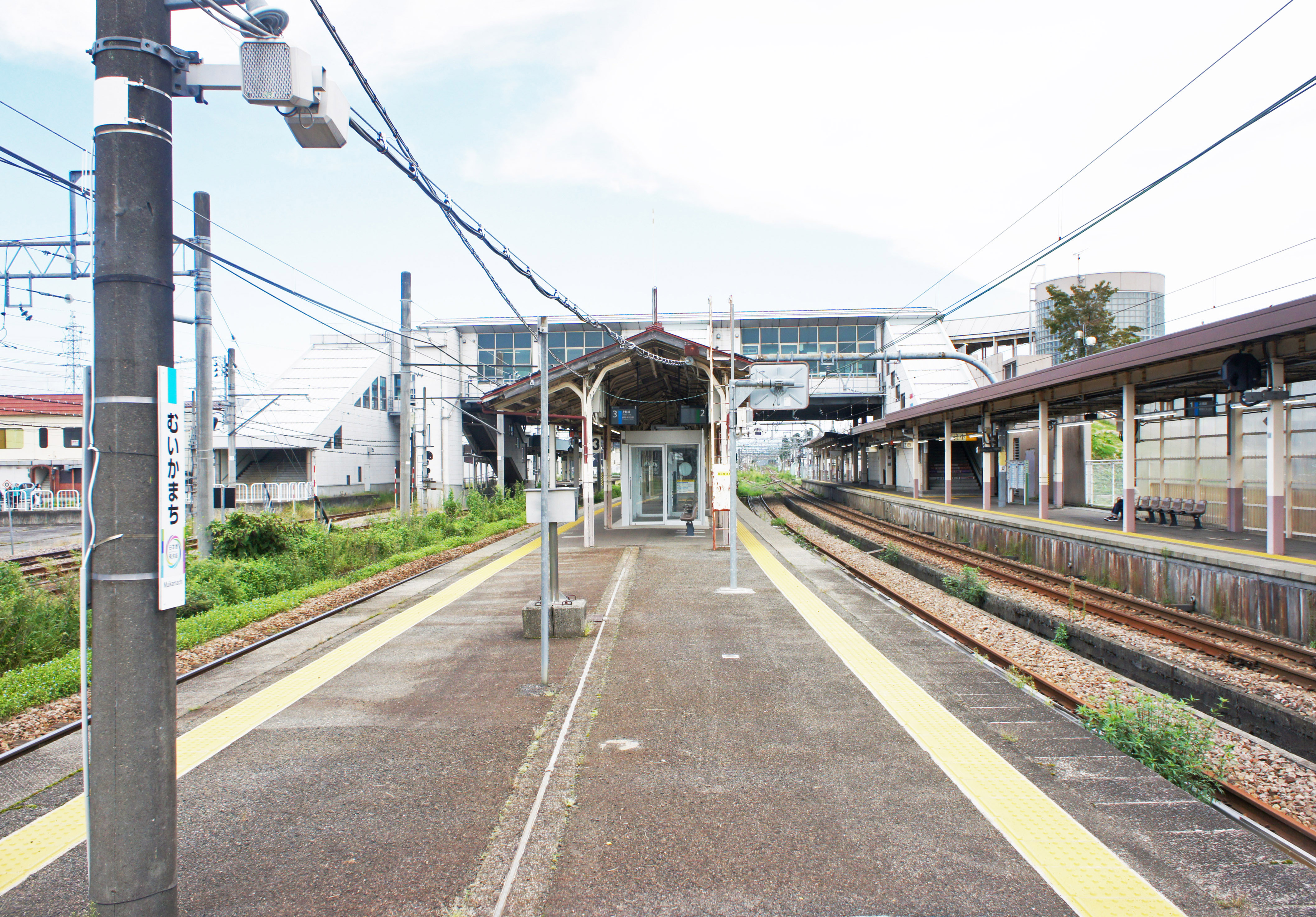
1 - 3號月台
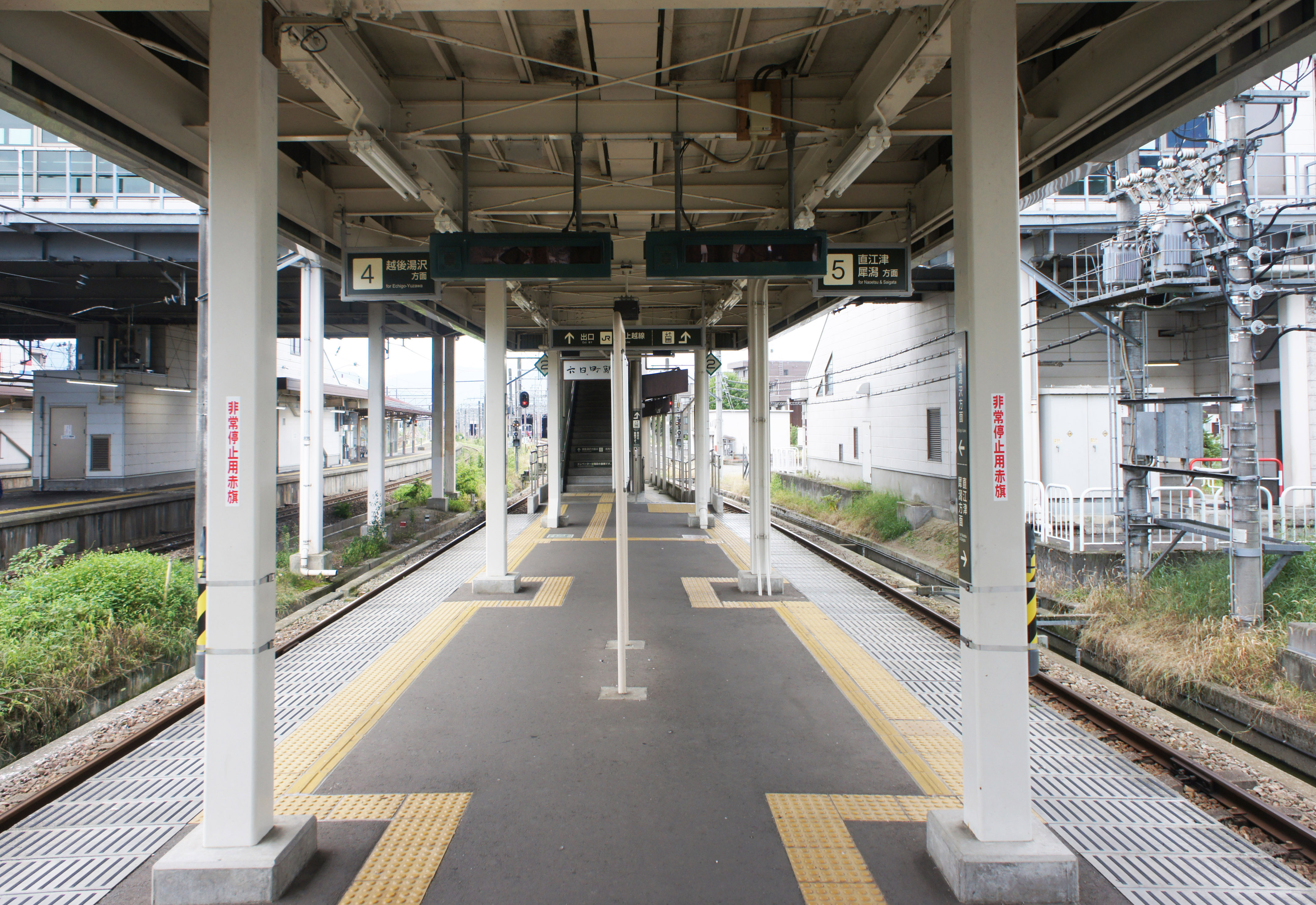
4・5號月台
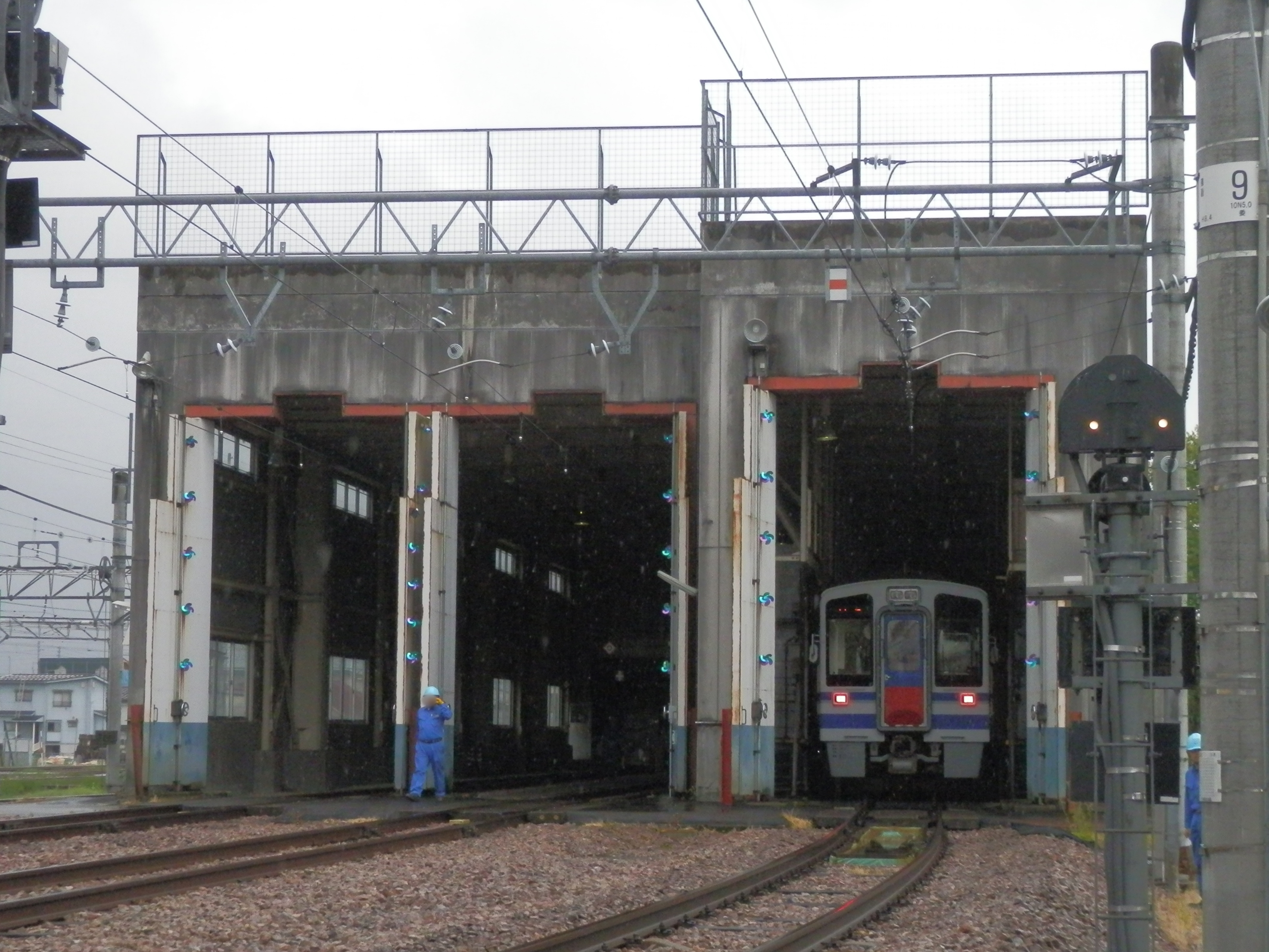
北越急行車輛基地

## 周邊

### 東側
由東側徒步5分可到達國道17號，為商店的聚集處。
- 國道17號
- 南魚沼市公所 本部（舊：六日町公所）
- 六日町郵局
- FM雪國（日语：エフエムゆきぐに）
- 南魚沼市民會館
- 愛天地人博（2009年）

### 西側
多為住宅區，也是北越急行總公司所在地。
- 北越急行總部、六日町指令所
- 新潟縣立六日町高級中學
- 新潟縣立八海高級中學
- 南魚沼市立六日町中學
- 六日町溫泉

## 歷史
- 1923年（大正12年）11月18日：上越北線（後來的：上越線）浦佐－鹽澤間開通時設站。
- 1984年（昭和59年）1月20日：廢除貨物業務。
- 1985年（昭和60年）3月14日：廢除小型行李業務。
- 1987年（昭和62年）4月1日：國鐵分割民營化，本站由JR東日本接手管理。
- 1996年（平成8年）12月：現有站房落成啟用。
- 1997年（平成9年）3月22日：北越急行（北北線）通車。
- 2009年（平成21年）3月14日：上越線集中於新潟總控制室進行管理，本站不再有運行管理人員駐守。
- 2009年（平成21年）4月1日：JR新潟業務（JNB）業務委託化。

## 相鄰車站
東日本旅客鐵道
■上越線
鹽澤－六日町－五日町
北越急行
■北北線（越後湯澤站到發列車自此站起直通信越本線）
■超快速「雪兔」（部分）
越後湯澤（上越線）－六日町－十日町
■快速
越後湯澤（上越線）－六日町－十日町
■普通
越後湯澤（上越線）－（部分列車停靠鹽澤、冬季期間部分列車停靠上越國際滑雪場前）－六日町－魚沼丘陵

## 外部連結
- JR東日本－六日町車站 （页面存档备份，存于）（日語）
- 北越急行－六日町車站（日語）
- 棟方志功ART STATION（日語）

37°4′1.41″N 138°52′33.16″E / 37.0670583°N 138.8758778°E